# Уяли (Бокейординський район)
Уяли́ (каз. Ұялы) — село у складі Бокейординського району Західноказахстанської області Казахстану. Адміністративний центр Уялинського сільського округу.
У радянські часи село називалось Іскра.
Населення — 989 осіб (2021; 1259 у 2009, 1533 у 1999, 1023 у 1989).